# Родригес, Федерико
Федери́ко Марти́н Родри́гес Родри́гес (исп. Federico Martín Rodríguez Rodríguez; 3 апреля 1991, Монтевидео) — уругвайский футболист, нападающий клуба «Альбион». Выступал за молодёжную сборную Уругвая. Имеет испанское подданство.

## Биография

### Клубная карьера
Начал профессиональную карьеру в клубе «Белья Виста» из Монтевидео. В чемпионате Уругвая дебютировал 11 апреля 2009 года в матче против «Расинга» (1:1), Федерико Родригес вышел на 73 минуте вместо Алдо Диаса. В первой части сезона 2010/11 Родригес забил 10 мячей в 15 матчах и стал одним из лучших бомбардиров.
В начале 2011 года он перешёл в «Пеньяроль», вместе со своим одноклубником Пабло Сепельини, Родригес подписал двухлетний контракт. В конце января 2011 года появилась информация о том, что он может перейти киевское «Динамо», также Федерико Родригесом интересуются французский «Пари Сен-Жермен» и итальянская «Сампдория». В итоге, не сыграв ни одного матча за «Пеньяроль», Родригес перешёл в итальянскую команду «Дженоа». 24 июня 2011 года «Болонья» выкупила половину прав на Родригеса у «Дженоа».
С 2015 по 2017 год выступал за «Бостон Ривер». Вместе с командой завоевал путёвку в Высший дивизион чемпионата Уругвая. 4 сентября 2016 года оформил «покер» (забил четыре гола) в ворота «Ривер Плейта», благодаря чему «Бостон Ривер» разгромил соперника в гостевом матче со счётом 5:1.
С 2022 года выступает за «Альбион».

### Карьера в сборной
Федерико Родригес был вызван на молодёжный чемпионат Южной Америки 2011 в Перу. Вместе с командой сумел занять второе место после Бразилии и добыть, впервые с 1928 года, путёвку на Олимпийские игры.